# مهسا پوررحمتی
مهساالسادات پوررحمتی خلجان معروف به مهسا پوررحمتی (زاده ۱۱ فروردین ۱۳۷۱ در تبریز) عضو تیم ملی شمشیربازی ایران در اسلحه اپه است. پوررحمتی در سال 1384 شمشیربازی را در شهر تبریز آغاز کرد. او در سال 1386 به عضویت تیم ملی ایران درآمد و اولین مدال انفرادی آسیایی در تاریخ شمشیربازی زنان ایران در اسلحه اپه را به‌دست‌آورد.

## تاریخ‌سازی در کویت
مهسا پوررحمتی در ۲۱ سالگی و در اولین حضورش در مسابقات قهرمانی زیر ۲۳ساله‌های آسیا، توانست اولین مدال شمشیربازی زنان ایران در بخش انفرادی را بعد از انقلاب اسلامی توانست از آن خود کند. پوررحمتی در شرایطی که شمشیربازی زنان ایران در بخش انفرادی نتوانسته بود در رده بزرگسالان و امیدهای آسیا مدال‌آور باشد، در رقابت‌های شمشیربازی زیر ۲۳ساله‌های (امید) آسیا ۲۰۱۳ به میزبانی کشور کویت توانست مدال برنز را از آن خود کند.

## طلسم‌شکنی در تایلند
رقابت‌های شمشیر بازی قهرمانی آسیا ۲۰۱۸ در تایلند در حالی به پایان رسید که تیم ایران در بخش اپه تیمی توانست برای نخستین‌بار در حضور قدرت‌های آسیایی و جهانی به جمع ۸ تیم برتر برسد. مهسا پوررحمتی که در این تاریخ‌سازی نقش پررنگی داشت، بعد از موفقیت به‌دست آمده در رقابت‌های قهرمانی آسیا گفت: «در دوره‌های گذشته بهترین رتبه ما تیم ۱۳ یا ۱۴ آسیا بود اما امسال با ۴ ماه تمرین متوالی، توانستیم استرالیا را شکست دهیم. ۲ شمشیرباز استرالیا در جمع ۱۶ نفر برتر حضور داشتند و امتیازشان از ما بالاتر بود اما به لطف خدا این تیم را حذف کردیم و به جمع ۸ تیم برتر آسیا رسیدیم». پوررحمتی هدف بعدی خود را کسب سهمیه المپیک عنوان کرده‌است.

## دستاوردها

### مسابقات جوانان قهرمانی آسیا
- مدال برنز تیمی جوانان مسابقات قهرمانی آسیا (تایلند ۲۰۱۱)
- مدال برنز تیمی جوانان مسابقات قهرمانی آسیا (اندونزی ۲۰۱۲)
- مدال برنز انفرادی مسابقات قهرمانی زیر ۲۳ سال آسیا (کویت ۲۰۱۳)
- مدال برنز تیمی جوانان مسابقات قهرمانی آسیا (کویت ۲۰۱۳)

### مسابقات باشگاه‌های آسیا
- مدال طلای انفرادی مسابقات باشگاه‌های آسیا (تایلند ۲۰۱۵)
- مدال طلای تیمی مسابقات باشگاه‌های آسیا (تایلند ۲۰۱۵)
- مدال نقره انفرادی مسابقات باشگاه‌های آسیا (تایلند ۲۰۱۶)
- مدال برنز تیمی مسابقات باشگاه‌های آسیا (تایلند ۲۰۱۶)
- مدال برنز تیمی مسابقات باشگاه‌های آسیا (مالزی ۲۰۱۷)

### مسابقات بین‌المللی
- مدال نقره انفرادی مسابقات بین‌المللی آزاد (ایران ۲۰۰۹)
- مدال برنز انفرادی مسابقات بین‌المللی آزاد (گرجستان ۲۰۱۰)
- مدال برنز انفرادی مسابقات بین‌المللی آزاد (قزاقستان ۲۰۱۱)
- مدال برنز تیمی مسابقات بین‌المللی آزاد (قزاقستان ۲۰۱۱)
- مدال نقره انفرادی مسابقات بین‌المللی آزاد (تایلند ۲۰۱۷)
- مدال طلای تیمی مسابقات بین‌المللی آزاد (تایلند ۲۰۱۷)
- مدال نقره بازی‌های همبستگی اسلامی ۲۰۲۱[۶][۷][۸][۹][۱۰][۱۱]